# 多奈川町事件
多奈川町事件（たながわちょうじけん）とは、1952年（昭和27年）3月に、大阪府泉南郡多奈川町（現岬町）で発生した事件。

## 事件の概要
以前より多奈川町警察は、隣接の国家地方警察泉南地区署の応援を得、幾度も朝鮮人による密造酒の摘発を行っていたが後を絶たず、増加するばかりであった。
1952年3月24日、大阪国税局は、同局泉佐野税務署・大阪地方検察庁岸和田支部・国家地方警察泉南地区署と合同捜査会議を行い、一斉摘発を決定。
同年3月26日午前5時40分ごろ、泉南地区署に、国税局員45名・検事1名・副検事1名・検察事務官12名・制服警察官50名の合同捜査チームが集合。10班に分かれ、トラック10台に分乗し、多奈川町9ヶ所、深日町1ヶ所、計10ヶ所の密造場所に向かう。
納屋や豚小屋に偽装された密造工場の各所で、朝鮮人による抵抗に遭うも、検察庁職員によって容疑者の逮捕、国税局員によってドブロク・コウジ・蒸留機などの酒造器具を証拠品として差押さえるなどし、各班は逐次南海電気鉄道多奈川線多奈川駅前に集合。
この時、婦女子を先頭にした朝鮮人約200人がトラックの前に座り込んだり、大きな石をいくつも道路上に置いて交通を妨害。これを排除しようとした警察官が激しい抵抗に遭っている間、手薄な警備に勢を得た朝鮮人の数はさらに増え、ついには「生活権」を訴える怒号に扇動された朝鮮人が「殺してしまえ」とわめきながらトラックに殺到し、タイヤの空気を抜く、窓ガラスを叩き割る、トラックの運転手を袋叩きにする、差押えた証拠品を叩き落して破壊・強奪する、被疑者を逃がすなどの暴挙に出た。
この危機を脱したトラック3台は集合場所の大阪拘置所に向かったものの、残る7台は駅前の国道で立ち往生となる。1個班につき警察官が5人と言う手薄な警備体制が招いた失敗であった。
不測の事態を受けた合同捜査チーム総指揮官大坪検事及び泉南地区警察署長は、深日町警部派出所から国家地方警察大阪府本部に応援を要請。検挙は後日に譲ることとし、後日の検挙に備え多数の現場写真を撮影、道路上の妨害を排除しつつタイヤの空気を入れなおし、午前7時半ごろ、捜査チームは泉南地区署に引き揚げた。
午前8時過ぎごろ、朝鮮人約30名が多奈川派出所に押しかけ「俺たちの生活をどうしてくれる」と抗議。間もなく代表者3名を残し引き揚げる。
午前9時ごろ、取材に来ていた毎日新聞社大阪本社の記者がドブロク密造地区捜査取材のため多奈川派出所に向かう途中、朝鮮人の暴徒に囲まれて殴打され、石を投げつけられ、全治2週間の怪我を負う事件が発生。また、この騒ぎで城東税務署員も右手に怪我を負っている。
事態を重く見た国家地方警察大阪府本部は27日・28日の2日間にわたり、現場証拠写真、現場に出動した警察官、第三者の証言から被疑者の割り出し、証拠収集にあたる。結果、被疑者17名を特定し、29日、暴力行為等処罰に関する法律違反、公務執行妨害および傷害ならびに酒税法違反容疑で逮捕状・捜査令状を大阪地検より受けた。
同年3月30日午前2時、検事らをはじめ、大阪府下8地区署から制私服警官警察官・警察学校生徒など、約450名が大阪市城東区関目の大阪府警察学校に集結。午前5時すぎ、自動車・トラック約30台に分乗して多奈川町小田平、朝日、東、湊、深日町兵庫の5地区21ヶ所に急行し、逮捕、押収捜索にあたった。捜査員が被疑者を逮捕しようとした際、人糞を降りかけられる、手を噛まれる、水桶・たらい・マキなどを手当たり次第投げつけられる、クワ・こん棒などを振り回して暴れる、トウガラシの粉を投げて目潰し戦術に出るというようなことがあり、捜査員3名が打撲傷などを負ったが、前回ほどの組織的集団抵抗はみられなかった。
この検挙の際、26日の暴行首謀者とされる3名が逃走。緊急逮捕を含む27名の逮捕者は取り調べののち、5名を釈放。残り25名を酒税法、公務執行妨害、傷害、業務妨害などの容疑で大阪地検に送庁、19名が起訴された。
3月30日の検挙活動の際、朝鮮人1名が職務質問を受け逃走、追いついた警官ともみ合いになり拳銃の引き金が引かれ、弾が右腹部を貫通、重傷となり、数日後に死亡した。このこともあり、朝鮮人らは朝鮮民族への弾圧の歴史の1ページとしてこの事件をとらえている。

## 事件の背景
1938（昭和13）年、戦争で急増している海軍からの受注をこなすため、川崎造船（1939年12月より川崎重工業）は、多奈川、深日の海岸一帯を新造船所建設の候補地とした。あわせて、隣接して海軍のドックも建設されることになった。川崎重工業泉州工場と呼ばれた新工場建設のため広い土地が買収され、海岸も埋め立てられ、急ピッチで工事がされた。戦争の進行のため、工場建設と並行して操業が始められ、潜水艦、海防艦が建造されていった。これら工場・ドックの建設工事、工場の操業のために人々が来住し、多奈川、深日の人口は急増した。勤労報国隊、女子挺身隊も送り込まれ、大阪俘虜収容所多奈川分所（アメリカ兵・蘭印兵、約600名）、大阪刑務所の作業所も設けられた。さらに、周辺道路、鉄道（南海多奈川線）工事もあわせて、土木・建設工事の比重は大きく、その少なからぬ部分は朝鮮人労働者であった。そのようにして1945年の終戦をむかえた。
戦後泉州工場は漁船建造など民需に転換するが、立地条件の悪さもあり、1949年7月に閉鎖された。このような動きのなかで、1945年には6,908人を数えていた多奈川町の人口は1950年には6,277人となる。人々は工員として徴用のほか自由募集で来住していたため、同工場の閉鎖により失業者が続出した。上記のように、仕事を求めてやって来た朝鮮人も多数（登録者数600人・実数800人）居住しており、収入の途絶えた朝鮮人は帰国したり他所へ移ったりしたが、諸般の事情でそのまま居付いた者は収入確保のため、ヤミ米を買い漁って転売するカツギ屋に転向したり、朝鮮農民が造りなれているドブロクの密造・密売に転向する。
暴行の主謀者のひとりとされる張元出は、収入源の確保、強制送還の不安、日本政府への不満など、在日朝鮮人に蔓延るストレスが激しい抵抗の理由であると朝日新聞のインタビューに答えている。さらに「戦争中の本国への帰国は「死」を意味する」と答えていることから、なんとしても帰国は避けたいという彼らの思惑があったのは間違いない（なお、この時すでに朝鮮戦争は停戦状態にあった）。

## 裁判
大阪地裁に起訴されたのは19名で、罪状は酒税法違反を問われた者は5名（内1名日本人）で、他は公務執行妨害16名、傷害5名、業務妨害1名（重複あり）である。裁判は多奈川小学校を「仮法廷」としてされるなどして行われ、1954年１月26日に判決が出された。酒税法違反は有罪（執行猶予付き）であったが、公務執行妨害などでは一部無罪で、有罪となった者も執行猶予が付けられた。判決理由の冒頭には「本件の社会的背景」として多奈川在住朝鮮人の生活史が描かれた。量刑理由のなかでも、「被告らがいまの境遇に追いこまれた点について日本としても深い責任を感じなければならず」「いわゆる暁の急襲として行われた検挙のありかたは批判の余地がある」などといった表現が随所に見られた。その後、検察・被告人より控訴がされ、一部は原判決が破棄され、うち1名（千伯守、深日町在住）のみに懲役6月の実刑判決が出され、これは上告したが棄却されている。